# Janusz Korczak
Janusz Korczak, nome d'arte di Henryk Goldszmit (Varsavia, 22 luglio 1878 – Campo di sterminio di Treblinka, 6 agosto 1942), è stato un pedagogista, scrittore e medico polacco di origine ebraica, vittima della Shoah.

## Biografia
Janusz Korczak nacque a Varsavia nel 1878 in una famiglia ebrea ben integrata; ribelle fin dall'infanzia, non sopporta la suddivisione in classi e il fatto di essere nato ricco. L'agiatezza economica svanì quando il padre morì a causa di una grave malattia mentale quando Janusz aveva solo diciotto anni. Studente liceale, per mantenere la famiglia impartiva lezioni private. Nel 1899 scrisse il suo primo testo teatrale e divenne componente della Società delle biblioteche gratuite, destinate ai bambini e agli operai più giovani. L'anno seguente iniziò a pubblicare sul periodico Wędrowiec (“Viaggiatore”) degli articoli sui bambini e sulla loro educazione. Fu ammiratore e seguace dell'opera del pedagogista svizzero Johann Heinrich Pestalozzi.

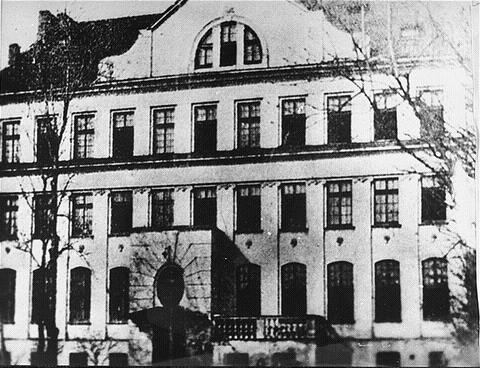
L'orfanotrofio di via Krochmalna

Nel corso della guerra russo-giapponese nel 1904-1905 egli fu impiegato come medico militare. Appena rientrato pubblicò dei libri tra i quali Mośki, Joski i Srule e subito dopo Józki, Jaśki i Franki. Fu anche arrestato per la sua visione della società polacca, che giudicava ingiusta. Nel 1911 venne approvato il suo progetto per la Casa degli Orfani, di cui poi divenne il direttore. L'orfanotrofio era gestito dagli stessi bambini, che lo sostenevano grazie al loro lavoro manuale e artigianale, pianificavano il lavoro, mantenevano un governo attraverso un tribunale e un giornale e organizzavano attività culturali e attività di gioco.
In questo spazio Korczak fece allestire, per la messa in scena del 18 luglio 1942, l'Ufficio postale di Rabindranath Tagore, nonostante l'opera fosse censurata dai tedeschi. In questo dramma un bambino muore senza poter uscire dalla sua casa a causa di una terapia sbagliata del medico. Alla domanda: "Perché hai fatto recitare ai bambini un testo così triste?" Korczak rispose: "Perché i bambini imparino a morire serenamente".
Durante la prima guerra mondiale, Korczak fu arruolato come ufficiale medico. La gestione dell'orfanotrofio fu affidata a Stefania Wilczyńska, che rimase nell'istituto fino alla chiusura. Nel 1914 pubblicò Come amare il bambino, testo fondamentale della moderna pedagogia. L'invasione tedesca comportò grandi difficoltà anche all'interno dell'orfanotrofio, testimoniate nel testo di Korczak Diario del ghetto. Nel 1925 è iniziato in Massoneria nella Loggia Gwiazda Morza, appartenente all'Ordine massonico misto internazionale Le Droit Humain. Nel 1929 pubblicò Il diritto del bambino al rispetto. Egli lavorò inoltre alla radio conducendo la trasmissione Le piccole conversazioni del vecchio dottore, durante le quali rispondeva alle domande di genitori e educatori.
La mattina del 5 agosto 1942 fu deportato nel campo di sterminio di Treblinka insieme a tutti i bambini ospiti dell'orfanotrofio ebraico del ghetto di Varsavia. I bambini uscirono dalla loro Casa vestiti con gli abiti migliori, ordinati, mano nella mano. Il corteo era chiuso dallo stesso Korczak che badava a mantenere i bambini sulla carreggiata. Riconosciuto dagli ufficiali nemici venne trattenuto perché una tale personalità non avrebbe dovuto seguire il destino degli altri, ma egli si rifiutò di abbandonare i suoi bambini. Sembra sia morto di dolore durante il trasporto.

## Il diritto del bambino al rispetto
Dato alle stampe nel 1929, Il diritto del bambino al rispetto è un libretto snello e conciso ma dai contenuti prorompenti. Il primo capitolo invita al rispetto e alla complicità: il dottore invita gli adulti a piegarsi, abbassarsi fino al bambino. Korczak mostra le difficoltà e impossibilità del bambino e di come egli sia sottomesso all'adulto, in quanto solo grazie all'adulto può venire a conoscenza delle difficoltà che incontrerà nella vita. Gli adulti tendono a nascondere tutto ciò al bambino, e quindi il Dottore li invita a svegliare il bambino, a istruirlo e avvertirlo delle molteplici trappole che incontra e incontrerà. Korczak vede nel comportamento del bambino l'atteggiamento del ribelle giusto, libero negli atti, e sostiene che proprio questa caratteristica sia la risorsa più utile alla sua crescita.
Ma nel mondo vige la legge del più forte, e la sensibilità e l'emotività possono rivelarsi fattori nocivi nell'arena delle difficoltà a venire. Nonostante ciò, il bambino sa volgere a suo favore gli ostacoli che incontra nei confronti degli adulti, e da qui parte la rivincita di un uomo nuovo che è forte nella delicatezza del sentimento. Proprio per questo egli invita il mondo degli adulti ad essere complici dei bambini fin dal primo momento della loro vita.
Nel secondo capitolo Korczak parla del momento in cui interviene il mondo della scuola, nel quale il genitore deve cedere parte del suo potere e delle sue esigenze, raddoppiando allo stesso tempo la sorveglianza e non intervenendo con punizioni agli eventuali errori dei bambini.
Nel terzo capitolo il dottore parla di rispetto per l'ignoranza del bambino, che può essere provato solo se si comprende fino in fondo che il suo tempo non è quello degli adulti. Anche il bambino si interroga sul futuro, e Korczak sottolinea come i genitori sognino il meglio per il bambino solo per dare forza a loro stessi, e proprio per questo sono più attenti a correggere i suoi sbagli che a premiare le sue buone azioni.

## Come amare il bambino
Portato a termine in una prima stesura nel 1914 e poi ricomposto nel 1929, Come amare il bambino è il secondo libro di Korczak. In esso il Dottore afferma che alla nascita il bambino è un unico universo creato dalla madre, ma man mano che cresce il mondo toglie una parte del bambino alla madre, lo allontana perché egli si crei il suo microcosmo. È fondamentale che i genitori non pretendano nulla dal bambino. Bisogna osservare il piccolo con obiettività e calma. Se è buono, non lo è certo per la comodità dei genitori e se piange, la notte, non va accusato.
Al paragrafo 37 Korczak richiede la costruzione di una Magna Charta Libertatis dei diritti del bambino anticipando di molti lustri la Carta Internazionale dei Diritti del Bambino.
Egli afferma che i diritti fondamentali del bambino sono tre: il diritto alla morte, il diritto alla sua vita presente, e il diritto ad essere quel che è.
Il dottore parla anche di educazione del bambino, e di come essa non possa essere di tipo dogmatico, perché questa favorirebbe la formazione di un bambino passivo. Ci si deve invece rivolgere in modo interrogativo, senza imporre le proprie idee.
Nei paragrafi 62-63 osserva che così come il bambino deve mangiare quanto vuole, questi non deve essere costretto a dormire quando non ne ha voglia.
La più autentica circostanza nella quale un adulto può conoscere un bambino è il gioco, in quanto in esso il bambino si scatena e si sente libero, e l'adulto può fare un'osservazione obiettiva. La forza dell'adulto consiste nel saper cogliere questi momenti, e la sua tenacia nel coglierli nel corso del tempo, valutandone i mutamenti, gli scostamenti dalla prima osservazione.
Successivamente Korczak parla anche di pubertà, e di come con essa il bambino entri in una fase dello sviluppo in cui compare l'amore per gli altri, e in questo il bambino non va disturbato ma lasciato fare. Si arriva quindi all'età della giovinezza, che è nobile d'animo fin quando non ha fatto esperienza del lavoro, della gerarchia sociale e delle leggi. Inizia così l'età degli obblighi.

## Il diario del ghetto
Dobbiamo a Igor Newerly, allievo e poi segretario di Korczak, la conservazione, la traduzione e la pubblicazione, nel 1958, del più toccante libro di Korczak: Il diario del ghetto. Si tratta di un documento devastante per la lucidità con la quale il Dottore tratta gli argomenti e per come egli ricorda il corso dei suoi pensieri di ragazzo miscelandoli con le riflessioni e la realtà del suo oggi. Inizialmente restituisce al lettore sconforto in quanto non ha più voglia di scrivere, ma poi rievoca la sua vita e dice di non essersi mai risparmiato. Si sforza di farsi animo. Vuole sentirsi giovane ispirato, progetta il futuro, un ordine nuovo nel mondo e nella stessa Polonia, o in Palestina, nella Terra Promessa.
In questo testo egli inoltre fa riferimento alla sua infanzia ingenua e alla sua missione di prendersi cura dell'uomo.
Egli riporta le storie dei bambini dell'orfanotrofio, e racconta come quelli fuori muoiano di fame e di malattie e nessuno si occupi di loro. Gli adulti sono deportati a centinaia in un giorno e non fanno ritorno. Nel ghetto si è ormai compreso che la morte di uno può rappresentare la salvezza di un altro. La Casa degli Orfani andava avanti e continuava ad accogliere bambini di famiglie che chiedevano per loro asilo.

## Korczak nella memoria

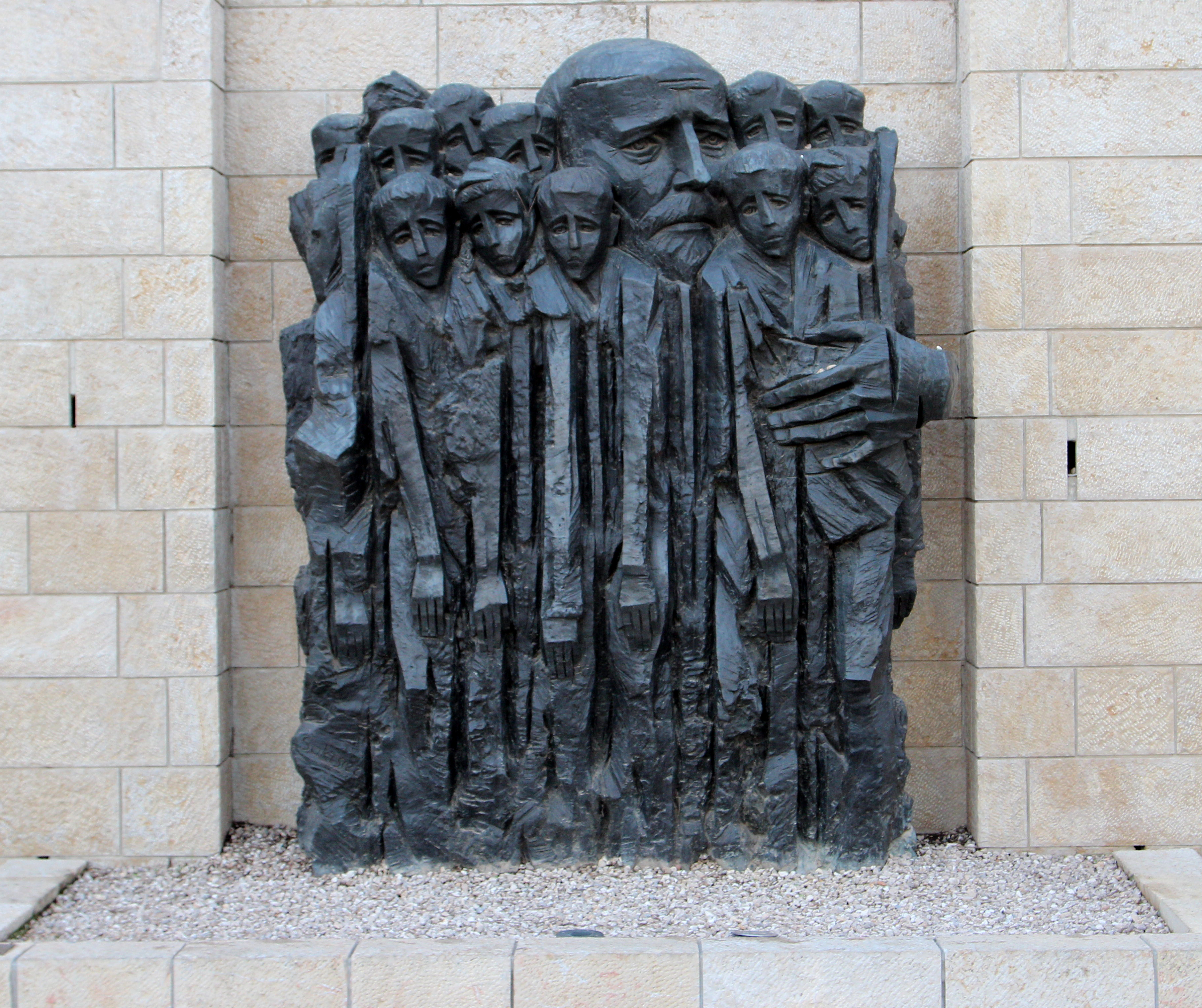
Yad Vashem: Monumento a Janusz Korczak nella piazza a lui dedicata

Yad Vashem a Gerusalemme, ha dedicato all'educatore ebreo polacco una piazza e un monumento opera dello scultore Boris Saktsier. L'imponente opera in bronzo rappresenta il volto intristito dell'educatore ed una grande mano che abbraccia i "suoi" bambini in segno di protezione.
Sulla vicenda riguardante Korczak è stato realizzato il film Dottor Korczak di Andrzej Wajda del 1990.
Nel 2010 il compositore Nicola Gelo ha dedicato alla memoria del pedagogista la composizione per pianoforte solo intitolata Janusz (ed. Carish).
Dario Arkel pubblicò nel 2009 Ascoltare la luce, Vita e pedagogia di Janusz Korczak.
All'interno dell'album Come i carnevali di Bobo Rondelli, vi è un brano dedicato a Korczak, intitolato Maestro Goldszmit.
Il celebre pedagogista tedesco Henning Köhler ha dedicato a Janusz Korczak il suo istituto di pedagogia curativa.
A Verona, in Italia, nel Giorno della Memoria del 27 gennaio 2020, alcune classi di studenti della scuola media “Antonio Pisano” con la collaborazione della Biblioteca don Pietro Zenari e l'Associazione Figli della Shoah hanno prodotto uno spettacolo dal tema "L’infanzia rubata" dedicato a migliaia di innocenti bambini ebrei che persero la vita nei campi di concentramento e sterminio. Una mostra fotografica si è concentrata sulla figura coraggiosa dell'educatore Korczak che seguì i "suoi" bambini fino al loro sterminio avvenuto a Treblinka.

## Opere

### Testi pedagogici
- Jak kochać dziecko, Warszawa, 1919, tradotto in italiano Come amare il bambino, Milano, Luni Editrice ISBN 9788879843133
- Momenty wychowawcze, Warszawa, 1919, (lett. Momenti pedagogici)
- Prawo dziecka do szacunku, Warszawa, 1929, traduzione in italiano di Gianni Frova, col patrocinio dell'UNESCO, Il diritto del bambino al rispetto, Milano, Luni Editrice,1996, 2004, 2013, ISBN 9788879843249
- Pedagogika żartobliwa, Warszawa, 1939, (lett. Pedagogia scherzosa)

### Narrativa
- Dzieci ulicy, Warszawa, 1901,[14] (lett. Bambini di strada)
- Koszałki opałki, Warszawa, 1905, (lett. Quisquilie)
- Dziecko salonu, Warszawa, 1906, (lett. Il bambino da salotto)
- Mośki, Joski i Srule, Warszawa, 1910, (lett. Mośki, Joski e Srule)
- Józki, Jaśki i Franki, Warszawa, 1911, (lett. Józki, Jaśki e Franki)
- Sława, Warszawa, 1913, (lett. La gloria)
- Bobo, Warszawa, 1914, (lett. Bebè)
- Król Macius Pierwszy, Warszawa, 1923,[15] tradotto in italiano Re Matteuccio I, Milano, Emme 1978
- Król Maciuś na wyspie bezludnej, Warszawa, 1923,[16] (lett. Re Matteuccio sull'isola deserta)
- Bankructwo małego Dżeka, Warszawa, 1924, (lett. Il fallimento del piccolo Jack)
- Kiedy znów będę mały, Warsaw, 1925, tradotto in italiano Quando ridiventerò bambino, Milano, Luni Editrice 1996. ISBN 9788879840972
- Kajtuś czarodziej, Warszawa, 1935, (lett. Gaetanino il mago)

### Altri testi
- Wybór Pism, Warszawa, Nasza Księgarnia 1957
- Pamiętnik i inne pisma z getta, Warszawa, 1958, tradotto in italiano Diario del Ghetto, Milano, Luni Editrice ISBN 9788879840996 - Roma, Castelvecchi 2012. ISBN 9788876158292
- Dzieci Biblii: Mojżesz, Warszawa, 1992, tradotto in italiano I bambini della Bibbia, Roma, Carucci 1987
- Dzieci "Naszego Domu", Warszawa, 2019 tradotto in italiano Ricordi di fanciullezza, Luni Editrice ISBN 9788879846080
- Sam na sam z Bogiem. Modlitwy tych, którzy się nie modlą, Warszawa, 1993, tradotto in italiano A tu per tu con Dio: preghiere di un uomo che non prega, Leumann, Rivoli; Elle Di Ci 1982; Da solo a solo con Dio, Luni Editrice 2019 ISBN 9788879846127
- Listy i rozmyślania palestyńskie, Warszawa, 1999